# José Núñez y Pernia
José Núñez y Pernia (Benavente, Zamora, 1803 - Madrid, 1879) fue un médico español y Marqués de Núñez.
Se graduó de abogado por la Universidad de Valladolid, cursó estudios eclesiásticos que no concluyó y se inició en estudios de homeopatía en Burdeos. En 1842 se traslada a Madrid y obtiene el título de Bachiller y Licenciado en medicina por las Universidades de Madrid y Barcelona. Fue uno de los pioneros en trabajar con homeopatía en España, fundando en Madrid la Sociedad Hahnemanniana Matritense y el Instituto Homeopático y Hospital de San José. 
La reina Isabel II de España le concedió el título de médico de cámara y de Marqués de Núñez. 